# FC Veris Chișinău
El FC Veris fue un equipo de fútbol de Moldavia que militó en la Divizia Națională, la liga de fútbol más importante del país.

## Historia
El F. C. Veris fue fundado el 26 de mayo de 2011 en Draganesti, una aldea del distrito de Sîngerei, cuando un grupo de jóvenes pidió ayuda en la creación un club de fútbol al empresario Vladimir Niculăiță, quien lo bautizó con el nombre de su compañía y se convirtió en el primer entrenador. Debutó en competición nacional desde la tercera división (Divizia B), en la que terminó líder ganando todos los partidos y con un récord de 82 goles a favor por 2 en contra. Poco tiempo después trasladó su sede social a Chisináu. Al no con estadio propio en la capital, tuvo que itinerar en municipios colindantes para poder jugar.
En la temporada 2012-13 fue campeón de segunda división sin apenas oposición, llegando a la máxima categoría en menos de tres años de vida. El plantel, reforzado para la ocasión con internacionales como el delantero Viorel Frunză, registró una sorprendente diferencia de goles de 103 tantos a favor por 5 en contra. Además, dio la sorpresa en la Copa de Moldavia al llegar a la final, en la que cayó derrotado por el F. C. Tiraspol en la tanda de penaltis. El teleoperador Moldcell se convirtió en patrocinador oficial y cambio los colores sociales del Veris (negro y blanco) por el morado corporativo de la empresa.
Terminó tercero en su debut de División Nacional en 2013-14 y pudo disputar la ronda clasificatoria de la Liga Europea de la UEFA del año siguiente. El Litex Lovech búlgaro le eliminó en la ronda preliminar.
Para la temporada 2014-15, se reforzó el plantel con la contratación de Lilian Popescu para el banquillo y la llegada de numerosos internacionales moldavos. Pero el 4 de diciembre de 2014, después de ser eliminados de la Copa de Moldavia por el Sheriff Tiraspol, el presidente Vladimir Niculăiță retiró a su equipo de las competiciones nacionales, en protesta por presuntos malos arbitrajes. La decisión resultó muy sorprendente porque en aquel momento el F. C. Veris era líder de la máxima categoría. La Federación Moldava no solo aceptó, sino que además les sancionó con tres años de inhabilitación y el descenso a Divizia B a partir de 2017-18.

## Palmarés
- Divizia A: 1

2012/13
- Divizia B: 1

2011/12

## Participación en competiciones de la UEFA
| Temporada | Torneo             | Ronda            | Club             | Casa | Visita | Global |
| --------- | ------------------ | ---------------- | ---------------- | ---- | ------ | ------ |
| 2014–15   | UEFA Europa League | Clasificatoria 1 | PFC Litex Lovech | 0-0  | 0-3    | 0-3    |

## Gerencia
- Fuente:[4]

## Entrenadores
- Igor Ursachi (julio de 2011–mayo de 2012)
- Dănuț Oprea (enero de 2013–octubre de 2013)
- Igor Dobrovolski (octubre de 2013–marzo de 2014)
- Lilian Popescu (marzo de 2014–)